# Aldo Polo
Aldo Francisco Polo Ramirez es un exfutbolista mexicano (n. 31 de agosto de 1983). Jugaba como mediocampista y se retiró en los Venados FC de la extinta Ascenso MX.

## Trayectoria
Aldo Polo comienza su carrera como futbolista en la Tercera División de México con el club Tordos del Atlético Huejutla en el año 2000 en donde fue Campeón Goleador de la Tercera División profesional. Posteriormente formó parte del Tecamachalco Fútbol Club, donde jugó de 2002 a 2004. En ese mismo año fue traspasado al Altamira Fútbol Club de la Segunda División de México donde jugaría solo un año. Para 2005, Aldo ficha con el Correcaminos de la UAT de la Liga de Ascenso de México. A finales de 2005, ficha con los Dorados de Sinaloa de la misma división antes de ser traspasado al Club León donde jugaría desde 2006 a 2010. En 2011 ficha con el Puebla Fútbol Club de la Primera División Mexicana para ser parte de la Apertura 2011-12. Durante un partido del Puebla FC de local, un comentarista reconoció a Aldo por el exbaterista de los Beatles Ringo Starr, debido a su apariencia física.
Ha marcado varios goles en la Liga de Ascenso, pero no tardó para que llegara su primer gol en la Primera División, pues en un partido donde el Puebla F. C. perdía 2-1 como visitante contra el Atlas de Guadalajara, Aldo anota el gol del empate en el último minuto y con esto dejó eufórica a la afición rojinegra y dejó al Atlas de Guadalajara sin ninguna victoria en el Estadio Jalisco en el Torneo Apertura de 2012. 
En junio de 2013 pasa a ser parte del plantel de los Dorados de Sinaloa.

### Clubes
| Club                        | País                | Año       | Partidos | Goles | Media |
| --------------------------- | ------------------- | --------- | -------- | ----- | ----- |
| Altamira F. C.              | México              | 2004-2005 | 32       | 0     | 0     |
| Correcaminos U. A. T.       | México              | 2005-2006 | 23       | 0     | 0     |
| Dorados de Sinaloa          | México              | 2006-2009 | 101      | 11    | 0.11  |
| León A. C.                  | México              | 2009-2011 | 54       | 3     | 0.06  |
| Puebla F. C.                | México              | 2011-2012 | 39       | 1     | 0.08  |
| Correcaminos de la U. A. T. | México              | 2013      | 16       | 1     | 0.06  |
| Club Tijuana                | México              | 2013      | 10       | 1     | 0.1   |
| Dorados de Sinaloa          | México              | 2014      | 14       | 0     | 0     |
| Venados F. C.               | México              | 2014-2016 | 69       | 12    | 0.17  |
| Cimarrones F. C.            | México              | 2016-2017 | 41       | 6     | 0.15  |
| Venados FC                  | México              | 2017-2020 | 157      | 13    | 0.09  |
| Total en su carrera         | Total en su carrera | 2004-2020 | 476      | 42    | 0.09  |

 Actualizado el 2 de enero de 2020.